# Serge Grouard
Serge Grouard (Parigi, 19 marzo 1959) è un politico francese, deputato dal 2002 al 2007 e sindaco di Orléans dal 2001 al 2015 e nuovamente dal 2020.